# Kaspersky Internet Security
Kaspersky Internet Security é um antimalware e firewall criado pela Kaspersky Lab.

## Protecção

### Protecção antivírus
O Kaspersky Internet Security analisa o tráfego de e-mail de acordo com o protocolo que é utilizado (POP3, IMAP e NNTP para o correio a receber; e SMTP para o correio a enviar) em qualquer programa de e-mail. Monitorização do tráfego na Internet. Todo o tráfego HTTP é monitorizado em tempo real, assegurando que todos os objectos infectados não são gravados no disco do seu computador.
Proteção de dados, ficheiros individuais e discos internos ou externos podem ser analisados a qualquer momento a pedido do utilizador. Os utilizadores podem limitar a análise do antivírus às áreas críticas do sistema e aos ficheiros do sistema de arranque para se certificarem que toda a atenção está voltada para as áreas mais vulneráveis do sistema.

### Protecção pró-activa

#### Controlo de modificações nos sistema de ficheiros
Com o Kaspersky® Internet Security 2011, é possível compilar listas de aplicações e o seu comportamento, ajudando assim a prevenir que programas maliciosos possam destruir a integridade das aplicações que utiliza normalmente em seu computador.

#### Monitorização de procedimentos na memória
Este produto monitoriza toda a actividade de programas e processos que são lançados na memória do computador e, ao mesmo tempo, avisa o utilizador de qualquer actividade suspeita ou perigosa (rootkits); e ainda de qualquer alteração não autorizada de procedimentos de rotina.

#### Monitorização de alterações no registo do sistema operativo
O Kaspersky® Internet Security 2011 controla o estado do sistema de registo e notifica o utilizador acerca de qualquer objecto suspeito ou de tentativas de criar ficheiros escondidos no registo.

#### Bloqueio de macros perigosas
A protecção pró-activa permite o controlo sobre operações de macros baseadas em Visual Basic para aplicações em documentos do Microsoft Office; e bloqueia comandos perigosos executados por macros.

#### Restauração do sistema
O sistema pode ser restaurado depois de actividades suspeitas ou maliciosas. O Kaspersky® Internet Security 2011 desfaz quaisquer alterações efectuadas no sistema por programas maliciosos (função roll back).

### Protecçãoanti-spyware

#### Informação confidencial protegida
O Kaspersky® Internet Security 2011 previne o roubo de informação confidencial (como passwords, números de contas bancárias e cartões de crédito) do seu computador. Este software detecta também mensagens de phishing e desautoriza qualquer seguimento de links que conduzam a sites de phishing.

#### Navegação segura
O Kaspersky® Internet Security 2011 impossibilita que scripts perigosos possam ser lançados em sites visitados pelo utilizador; e bloqueia igualmente janelas pop-up e de publicidade.

#### Bloqueio automático de programasdial-up
Todas as tentativas efectuadas por programas dial-up para ligações de valor acrescentado pela Internet são automaticamente bloqueadas.

### Protecçãoanti-hacker

#### Bloqueio de ataques
O sistema de detecção de ataques monitoriza e bloqueia toda a actividade da rede que possua as características de um ataque pirata. O software previne estes ataques através do bloqueamento das ligações com o computador pirata.

#### Controlo total da actividade da rede
O Kaspersky® Internet Security 2011 controla todos os pedidos, desde aplicações até sites, de acordo com as regras pré-definidas pelo utilizador; e efectua ainda a monitorização de toda a informação enviada e recebida.

#### Segurança em todas as redes
Quando o computador se liga a uma rede, o software pedirá para especificar o tipo de rede (rede segura, Intranet ou Internet) para que a firewall possa determinar a rigidez das regras pré-definidas.

#### Modostealth
Esta tecnologia coloca o computador invisível para os utilizadores externos, prevenindo assim todos os tipos de ataques DoS (Denial of Service - centenas de computadores que se tentam ligar a uma única máquina).

### Protecçãoanti-spam

#### Protecção integrada contraspam
Diversos métodos são utilizados em combinação para assegurar o nível mais alto de detecção de spam, incluindo blacklists e whitelists de endereços IP e combinações de palavras típicas de spam em conjunto com outras medidas. O software analisa ainda imagens com vista à detecção de spam.

#### Suporte para a maioria dos programas dee-mail
Um módulo de expansão, especificamente concebido para o Microsoft Outlook e Outlook Express, permite-lhe definir regras para análise de mensagens de e-mail.

#### Análise preliminar de mensagens
Para economizar tempo e tráfego de rede, o software conduz análises preliminares dos cabeçalhos de todas as mensagens de e-mail a receber antes mesmo de se efectuar o download do servidor de correio. Este procedimento reduz também o risco de spam e de vírus serem descarregados ao seu computador.

## Rápida velocidade de funcionamento

### Tecnologia antivírus de análise e monitorização rápida
As tecnologias iSwift e iChecker possibilitam a limitação de análise antivírus a ficheiros novos e modificados; ou apenas a objectos potencialmente perigosos. A análise antivírus pode ser por vezes suspensa para possibilitar um aumento de utilização de recursos do computador por parte do utilizador.

### Redução do tamanho das actualizações
O tamanho das actualizações (downloads) foi reduzido em quase dez vezes, para possibilitar que as mesmas sejam praticamente instantâneas.